# صخره‌های موهر

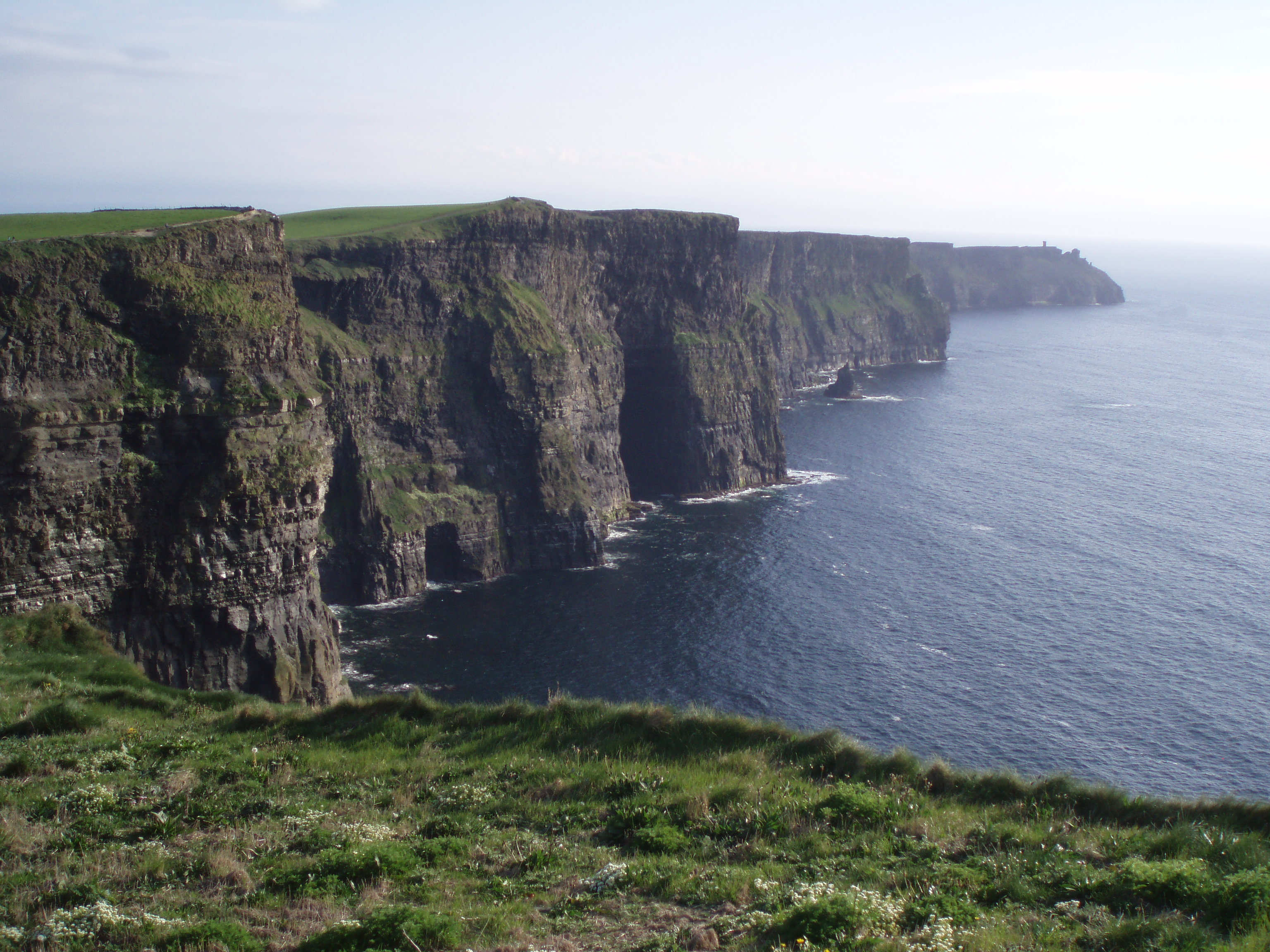
نمایی از صخره‌های موهر

صخره‌های موهر (به ایرلندی: Aillte an Mhothair به‌معنای صخره‌های ویرانه، به انگلیسی: Cliffs of Moher و همچنین Cliffs of Mohair) در دهکدهٔ ساحلی لیسکانور، در لبهٔ جنوب غربی منطقهٔ بورن در نزدیکی دولین واقع در شهرستان کلر در ایرلند قرار دارند.
ارتفاع این صخره‌ها از سطح اقیانوس اطلس در هاگز هد ۱۲۰ متر است که در شمال برج اوبراین در فاصلهٔ ۸ کیلومتری از هاگز هد به حداکثر ۲۱۴ متر می‌رسد. در یک روز صاف و آفتابی می‌توان جزیره‌های آران در خلیج گالوی و دره‌ها و تپه‌های کونمارا را از فراز صخره‌های موهر دید، به‌همین سبب سالانه نزدیک به یک میلیون نفر برای دیدن مناظر اطراف به این مکان می‌آیند. برج اوبراین یک برج صخره‌ای مدور در تقریباً مرکز صخره‌های موهر است که در سال ۱۸۳۵ توسط سر کورنلیوس اوبراین، از نوادگان برایان بورو، پادشاه ایرلند برای تحت تأثیرقراردادن زنانی که به آنجا می‌آمدند ساخته شد. بازدیدکنندگان از بالای این برج می‌توانند جزیره‌های آران و خلیج گالوی، کوه‌های مومترک و توئلو بنز در شمال کونمارا و لوپ هد در جنوب را مشاهده نمایند.
صخره‌های موهر در ژوئیهٔ سال ۲۰۰۹ به‌عنوان یکی از ۲۸ فینالیست عجایب هفتگانه طبیعت انتخاب شد.

## نام
نام صخره‌های موهر برگرفته از نام دژی قدیمی است که زمانی در هاگز هد در جنوبی‌ترین نقطهٔ این صخره‌ها قرار داشت. این دژ تا سال ۱۷۸۰ هنوز پابرجا بود و در گزارشی از جان لوید به‌نام گشتی کوتاه در کلر (۱۷۸۰) بدان اشاره شده بود. برجی که امروزه در نزدیکی مکان دژ پیشین قرار دارد یک برج نگهبانی است که در زمان جنگ‌های ناپلئونی ساخته‌شد.

سراسرنمایی از صخره‌های موهر در غرب ایرلند

## زمین‌شناسی و حیات وحش
صخره‌های موهر عمدتاً از بسترهای شیل ناموریانی و ماسه‌سنگ تشکیل شده‌است و قدیمی‌ترین سنگ‌ها در پایین این صخره‌ها قرار گرفته‌اند.
جانوران بسیاری بر روی این صخره‌ها زندگی‌می‌کنند که بیشترشان را پرندگان تشکیل می‌دهند. تخمین زده می‌شود که ۳۰٬۰۰۰ پرنده از بیش از ۲۰ گونه در این مکان می‌زیند که از این میان می‌توان به پرندگانی همچون پافین اقیانوس اطلس اشاره نمود که در دستجاتی بزرگ در بخش‌های دورافتادهٔ صخره‌های موهر و در جزیرهٔ کوچک گوت زندگی می‌کنند.

## گردشگری و فرهنگ عامه
صخره‌های موهر یکی از جاذبه‌های گردشگری ایرلند است که با جذب تقریباً ۱ میلیون نفر بازدیدکننده در صدر مکان‌های توریستی در سال ۲۰۰۶ جای گرفت.
همچنین صحنه‌هایی از چندین فیلم همچون سال کبیسه (۲۰۱۰) و هری پاتر و شاهزاده دورگه (۲۰۰۹) در این مکان فیلم‌برداری شده‌است.

## نگارخانه

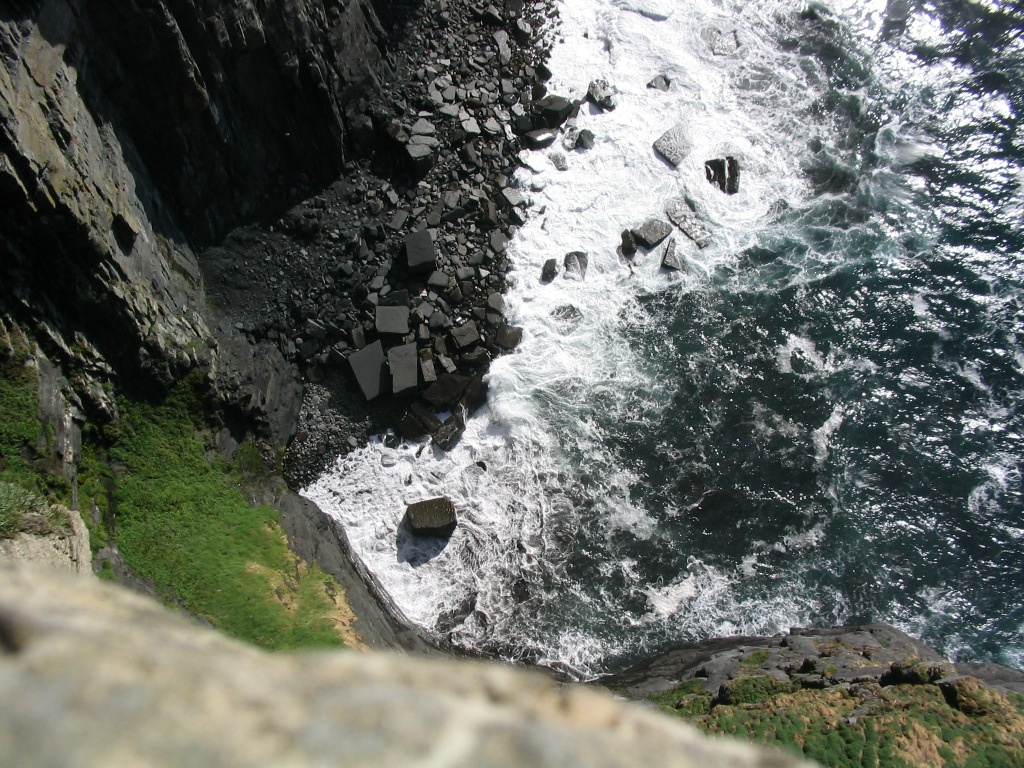
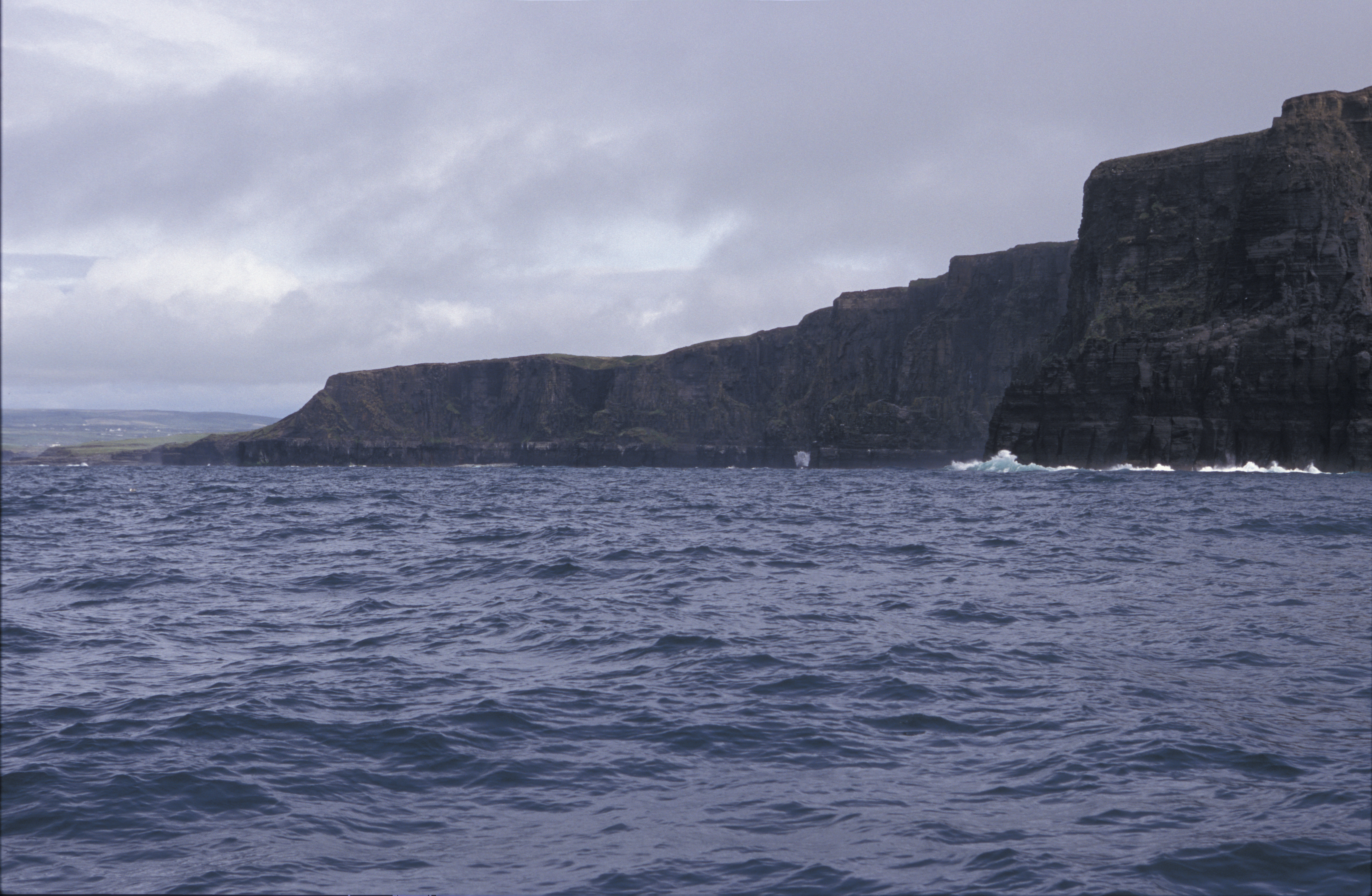
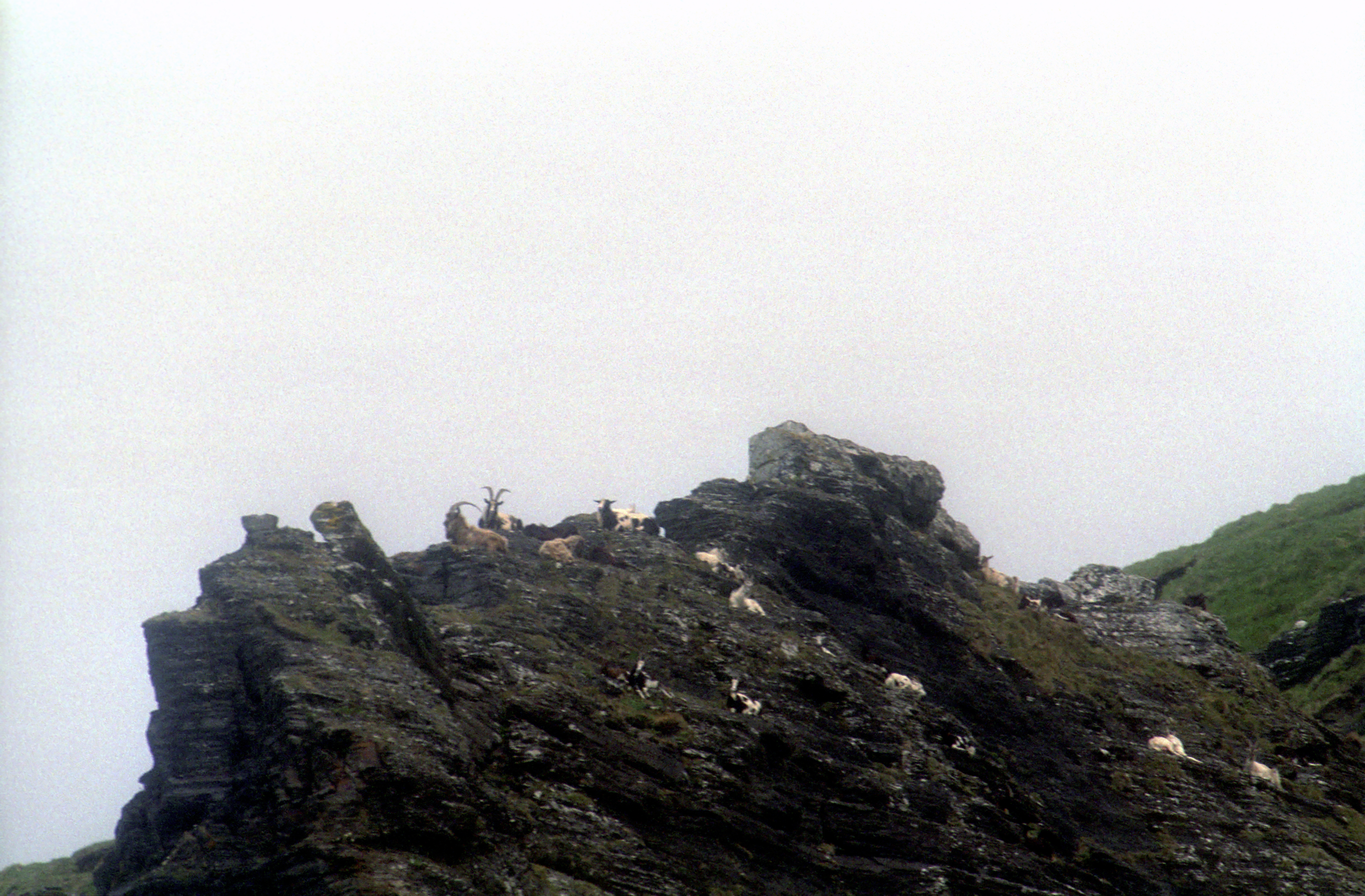
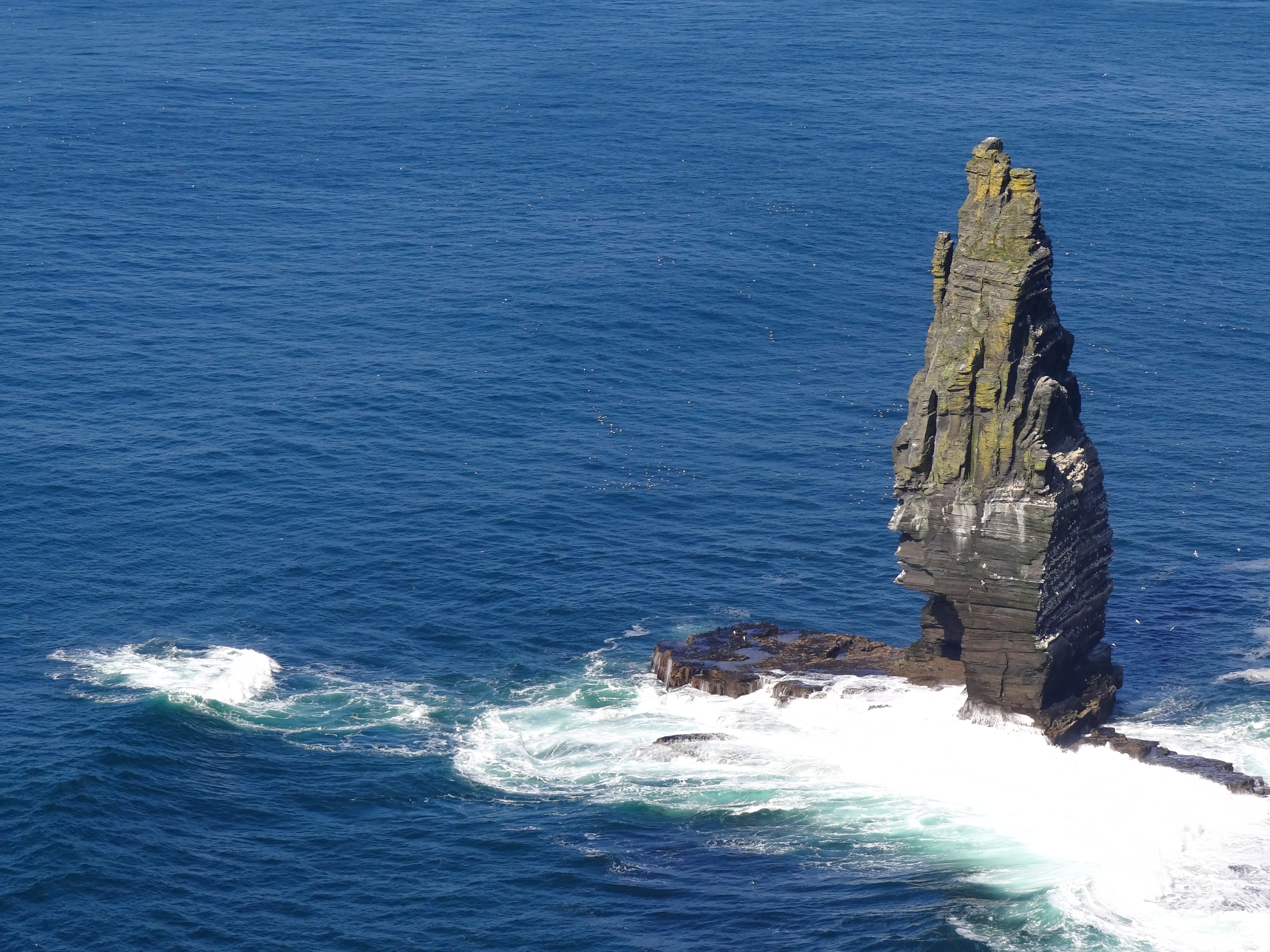